# Chaplins store Drøm
Chaplins store Drøm er en amerikansk stumfilm fra 1914 af Charlie Chaplin.

## Medvirkende
- Charles Chaplin som Weakchin.
- Mack Swain som Lowbrow.
- May Wallace.
- Gene Marsh som Sum-Babee.
- Fritz Schade som Ku-Ku